# ZaSu Pitts Memorial Orchestra
La ZaSu Pitts Memorial Orchestra fue formada en San Francisco por Stephen Ashman, un músico bajista. Registraron varios LP entre 1984 y 1987, y todavía continúan activos. La orquesta no tiene ninguna relación con ZaSu Pitts salvo el nombre. Compuesta por cerca de quince miembros que producen e interpretan obras clásicas de la MoTown y otros sonidos populares, además de algunas composiciones originales.